# Ascaridida
Los ascarídidos (Ascaridida) son un orden de nematodos que incluye varias familias de vermes parásitos con tres "labios" cefálicos alrededor de la boca, situada en el extremo anterior del gusano.

## Familias
Dentro de este orden se incluyen las siguientes familias:
- Acanthocheilidae
- Anisakidae
- Ascarididae
- Ascaridiidae
- Atractidae
- Cosmocercidae
- Crossophoridae
- Cucullanidae
- Dioctophymatidae
- Goeziidae
- Heterakidae
- Heterocheilidae
- Kathlanidae
- Maupasinidae
- Oxyuridae
- Quimperiidae
- Rhigonematidae
- Schneidernematidae
- Seuratidae
- Soboliphymatidae
- Subuluridae
- Thelastomatidae
- Toxocaridae

Dentro de las familias que causan patología en los humanos se encuentran: 
- Ascarididae,  incluye a uno de los parásitos más frecuentes en el hombre, Ascaris lumbricoides que produce la Ascariasis, aunque existen otras especies de interés sanitario y económico.
- Toxocaridae, con parásitos de cánidos, félidos, mapaches. Algunas especies pueden parasitar al hombre accidentalmente, siendo la más frecuente Toxocara canis, parásito del perro.
- Anisakidae, también conocido como "Ascáridos de mamíferos marinos". Las larvas de esos vermes causan anisakiasis o anisakidosis cuando son ingeridas por humanos, pero no se reproducen excepto en sus hospedadores definitivos, generalmente mamíferos marinos. El hombre no es un hospedador adecuado para estos parásitos, aunque algunos pueden sobrevivir en él unos pocos días o semanas.